# Frank Lapidus
Pour les articles homonymes, voir Lapidus.
Frank J. Lapidus est un personnage fictif du feuilleton télévisé Lost : Les Disparus. Il est interprété par l'acteur Jeff Fahey.
Le personnage de Frank Lapidus est introduit dans le deuxième épisode de la quatrième saison en tant que pilote engagé pour une mission sur l'île où le vol Oceanic 815 s'est écrasé. Il aide les survivants contre le mercenaire Martin Keamy et sauve un groupe de survivants connus sous le nom des « Six du vol Oceanic ». Trois ans après, Frank rencontre encore le groupe sur le vol Ajira 316. Il parvient à poser en catastrophe l'avion sur l'île de l'Hydre et il est contraint de suivre un groupe de passagers dirigés par Ilana et Bram, qui travaillent pour la plus haute autorité de l'île, Jacob.

## Biographie fictive

### Avant son arrivée sur l'île
Originaire du Bronx, Frank devait être le pilote du vol Oceanic 815 qui s'est écrasé sur une île dans le Sud du Pacifique. Il est d'abord aperçu dans les Bermudes où il appelle le NTSB pour déclarer que le corps du pilote du vol 815 montré dans le fond marin, dans les informations télévisées, n'est pas Seth Norris. Frank est ensuite recruté en tant que pilote pour le compte de Charles Widmore, qui affrète un cargo, le Kahana, destiné à se rendre sur l'île. 

### Sur l'île
Il pilote l'hélicoptère du cargo mais celui-ci fonctionne mal à l'approche de l'île. L'équipe, constituée de Daniel Faraday, Charlotte Lewis et Miles Straume, saute alors de l'hélicoptère en parachute afin que Frank puisse atterrir sans trop de dommages. Lorsque Charlotte, qui était tenue en otage par John Locke, est libérée, il conduit Desmond Hume et Sayid Jarrah au cargo. Plus tard, Frank est en désaccord avec Martin Keamy, un mercenaire du cargo engagé pour capturer Benjamin Linus, quand il apprend ses véritables intentions. Il aide alors un groupe de survivants à éviter l'équipe de mercenaires, et tente de résister à Keamy. Cependant, quand Keamy assassine le capitaine, il est contraint de lui obéir, mais envoie discrètement un téléphone satellite aux survivants pour les avertir. Après la mort de Keamy et peu avant l'explosion du cargo, Frank essaye de piloter un groupe de survivants en sûreté. En raison d'un manque de carburant et à la suite de la disparition de l'île, l'hélicoptère s'écrase dans l'océan, et le groupe de survivants, constitué de Lapidus, de Sayid, de Desmond, de Jack, de Hurley, de Kate, de Sun et d'Aaron, rejoint un bateau de sauvetage. Le groupe sera retrouvé par le bateau de Penelope Widmore, qui les sauvera. Tandis que les futurs « Six du vol Oceanic » quittent le navire une semaine plus tard, Frank et Desmond restent à bord.
Après leur sauvetage, Frank commence à travailler pour la compagnie aérienne Ajira. Il rencontre à nouveau les survivants trois ans après, alors qu'il pilote le vol Ajira 316 en destination de Guam. Frank réalise que les six du vol Oceanic prévoient de retourner sur l'île, et quelques minutes plus tard, l'avion rencontre de fortes turbulences. Frank et son copilote posent l'avion sur l'île de l'Hydre, bien que le copilote soit tué lors de l'atterrissage. Peu après, Frank accompagne Sun sur l'île principale. Ils rencontrent Christian Shephard qui leur révèle que les survivants restants ont voyagé dans le temps en 1977. Christian leur demande d'attendre l'arrivée de John Locke, ce qu'ils font. Sun, déterminée à retrouver son mari Jin, décide de suivre Locke, tandis que Frank retourne sur l'île de l'Hydre dans le but de réparer la radio. À son retour, Frank constate qu'Ilana a trouvé des pistolets sur l'île et a pris la tête du groupe de survivants. Après lui avoir posé l'énigmatique question « Qu'y a-t-il dans l'ombre de la statue ? », Ilana assomme Frank, ce dernier n'ayant rien su répondre. Frank reprend plus tard conscience sur l'île principale et surprend Ilana, Bram et trois autres survivants du vol 316 en train de discuter sur l'éventualité qu'il puisse être un « candidat potentiel ». Frank accompagne ensuite le groupe dans la jungle pour retrouver les « Autres » au pied de la statue de Taouret. 
Après l'enterrement de Locke, Frank accompagne Ilana, Ben et Sun au temple. Le temple est attaqué par l'homme en noir et ils retrouvent Miles. Rentrés au camp sur la plage, ils sont rejoints par Richard, Hurley et Jack. Richard projette de faire exploser l'avion Ajira pour empêcher l'homme en noir de quitter l'île mais Hurley fait exploser le Rocher Noir. Le groupe se scinde alors en deux, et Frank choisit d'accompagner Hurley, Jack et Sun jusqu'au camp de l'homme en noir. Plus tard, le second de Charles Widmore, Zoe, arrive au camp et menace de détruire le camp avec des obus d'artillerie, si l'homme en noir ne lui rend pas Desmond. Frank, Jack, Hurley, Sun et Claire appliquent le plan de Sawyer en trahissant l'homme en noir en se joignant à Widmore. Après que Jack a quitté le groupe en raison de sa réticence à quitter l'île, le groupe restant atteint l'île de l'Hydre. Toutefois, Widmore les trahit, et les enferme dans les cages à ours de la station. L'« homme en noir » attaque le camp de Widmore sous sa forme de « monstre de fumée », permettant à Jack, qui a rejoint l'homme en noir, de libérer Frank et le reste du groupe. Ils se dirigent ensuite vers l'avion Ajira pour quitter l'île. Mais quand ils arrivent à l'avion, l'homme en noir révèle qu'il est rempli de C-4. Il suggère alors de quitter l'île avec le sous-marin de Widmore. Frank et le groupe atteignent le sous-marin et en prennent le contrôle après avoir trahi l'homme en noir. Lorsqu'ils parviennent à plonger, Jack découvre que l'homme en noir a mis du C-4 dans son sac. Sayid se sacrifie et s'enfuit avec le C-4 aussi loin que possible des autres avant que l'explosion provoque la destruction du sous-marin. Frank est retrouvé à la surface de l'eau par Richard et Miles qui se dirigent vers l'île de l'Hydre pour faire exploser l'avion Ajira. Frank les convainc cependant de réparer l'avion pour quitter l'île. Ainsi, après avoir été rejoints par Kate, Claire et Sawyer, l'avion décolle et quitte l'île.